# Station Saint-Lambert
Station Saint-Lambert was een spoorwegstation langs spoorlijn 136 (Rossignol - Florennes) in het dorp Saint-Lambert van de Belgische stad Walcourt. Met het verleggen van spoorlijn 132 ligt het voormalige station nu aan deze lijn.

## Aantal instappende reizigers
De grafiek en tabel geven het gemiddeld aantal instappende reizigers weer op een week-, zater- en zondag.
| Tabel: aantal instappende reizigers station Saint-Lambert | Tabel: aantal instappende reizigers station Saint-Lambert | Tabel: aantal instappende reizigers station Saint-Lambert | Tabel: aantal instappende reizigers station Saint-Lambert |
|                                                           | Weekdag                                                   | Zaterdag                                                  | Zondag                                                    |
| --------------------------------------------------------- | --------------------------------------------------------- | --------------------------------------------------------- | --------------------------------------------------------- |
| 1977                                                      | 33                                                        | 5                                                         | 4                                                         |
| 1978                                                      | 23                                                        | 3                                                         | 2                                                         |
| 1979                                                      | 27                                                        | 5                                                         | 14                                                        |
| 1980                                                      | 32                                                        | 0                                                         | 5                                                         |
| 1981                                                      | 29                                                        | 1                                                         | 1                                                         |

0,0: La Sambre ·
1,0: Mont-sur-Marchienne ·
2,8: Montigny ·
4,8: Bomerée ·
6,0: Jamioulx ·
9,4: Beignée ·
10,9: Ham-sur-Heure ·
13,3: Cour-sur-Heure ·
15,0: Berzée ·
18,1: Pry ·
18,8: Walcourt ·
Vogenée ·
Rossignol ·
26,6: Yves-Gomezée ·
Saint-Lambert ·
Jamagne ·
21,1: Gerlimpont ·
23,9: Silenrieux ·
28,5: Falemprise ·
31,0: Cerfontaine ·
32,9: Philippeville ·
Neuville-Noord ·
34,0: Senzeille ·
38,1: Neuville-Zuid ·
41,0: Roly ·
45,4/45,1: Mariembourg ·
47,9: Nismes ·
51,5: Olloy-sur-Viroin ·
54,1: Vierves ·
57,5: Treignes
0,0: Walcourt ·
2,6: Vogenée ·
3,8: Rossignol ·
5,8: Yves-Gomezée ·
6,9: Saint-Lambert ·
9,3: Hemptinne ·
11,6: Saint-Aubin ·
Florennes-Zuid ·
14,5: Florennes-Centraal